# Margarita philosophica
«Перлина філософії» є загальною енциклопедією з 1503 року. Грегор Райш писав її переважно між 1489 і 1496 роками на латині. Вперше вона була надрукована в 1503 році у Фрайбурзі друкарем Йоханом Шоттом зі Страсбурга, учнем Грегора Райша.

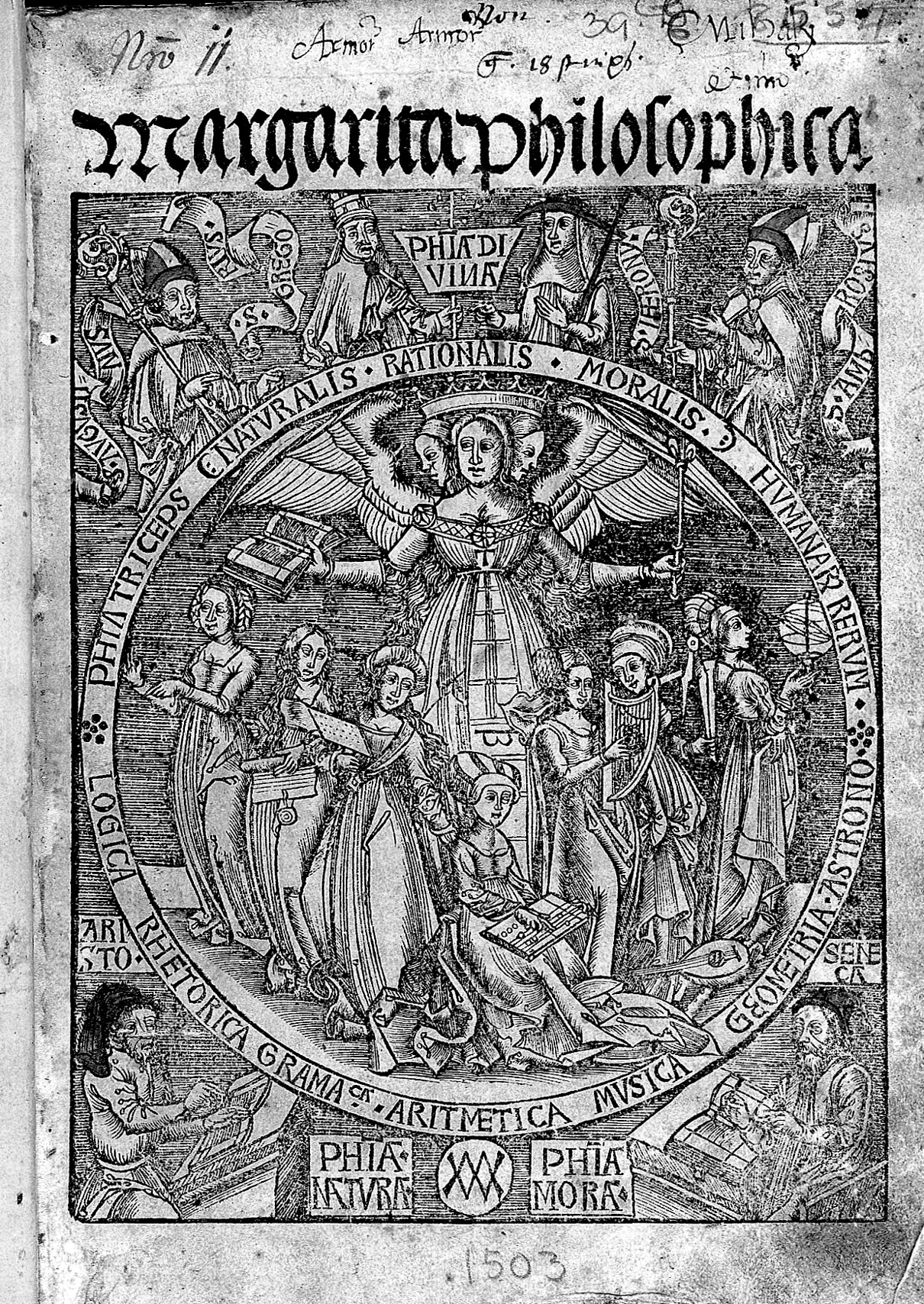
Назва деревини першого видання (1503)

## Зміст і сенс
Як Universitas litterarum, вона містить всі людські знання пізнього середньовіччя. Дванадцять книг стосуються семи ліберальних мистецтв, за якими слідують принципи й джерела природних явищ, фізіології, психології та моральної філософії. Назва книги походить від Margarita (буквально: перлина), що тодішньою мовою розумілось як посібник або статут; і оскільки філософія була в той час втіленням наук, назва може бути вільно перекладена як Довідник (сучасних) наук або Енциклопедія наук, яка увійшла до пізніших видань як «енциклопедія» у назві книги. Робота стала найпоширенішим підручником філософських і енциклопедичних знань для вивчення Artes liberales і залишалася такою понад 100 років. Margarita philosophica вважається найстарішою друкованою енциклопедією.

## Приклади ілюстрацій
Margarita philosophica також містить ксилографії як ілюстрації. Вони дуже нерівномірно розподілені: у перших книгах з лінгвістики, логіки та риторики містяться лише таблиці та схеми, а в книгах математичних прикладів є розрахунки (частково встановлені, частково як ксилографії) та численні геометричні ескізи, у музиці подано приклади нот, в книгах з природничих наук — анатомічні й натуралістичні ілюстрації, а в кінці роботи одна або дві карти світу. Точна кількість та призначення ілюстрацій дещо відрізняються між видами.
Особливістю Margarita philosophica є гравюри на цілих сторінках, які відкривають окремі основні частини («книги») твору. Кожна з цих гравюр алегорично підсумовує основні поняття науки, описані в наступному розділі. Приклади:
 Тип Grammaticae : граматика Тип logicae : логіка  Astronomia : астрономія
Перша ілюстрація, тип gram(m)atic(a)e («образ граматики») перезаписується, стоїть перед початком фактичного тексту (книга I).
Насправді це не просто згадка про граматику, а про всі сім вільних мистецтв. Зображення надає картину ієрархічного навчання з топосом вежі: починаючи з основних понять мови (Донат), які досі викладаються за допомогою тростини, підйом риторичного прагнення виходить за рамки ліберальних мистецтв (Арістотель, Цицерон, Боецій, Піфагор, Евклід, Птолемей) до остаточної метафізики й богослов'я, представлених Пітером Ломбардом.
Середня ілюстрація, тип logic(a)e («образ логіки», і передує другій книзі під назвою De principiis logicae («Про принципи логіки»). У своїй історії логіки на Заході К.Прантль (1870) зазначає: :
 — Мисливець йде на полювання; Sonus і Вокс є Hüfthorn, з яких дві praemissae з'являються як дві троянди; рука, що тримає ріг, означає аргумент; на грудях написано conclusio;  syllogismus його мисливський ніж;  Quaestio— лук в його правій руці; дві його ноги — praedicabilia і praedicamenta; перед ним стрибають дві гончих, красивіша істина й потворніша брехня. Предметом полювання є заєць проблема; ноги мисливця проходять поверх fallaciae, що лежать на землі; на передньому плані праворуч росте трава Parva logicalia, саме там, посеред землі, стоять зарослі Insolubilia й Obligatoria, за якими височіє silva opinionum, представлена чотирма деревами (це Occamistae, Scotistae, Thomistae, Albertistae).[3]
Ця картина іронічно відноситься до двох непримиренно протилежних основних напрямків логіки — номіналізму і реалізму.
Третя ілюстрація знаходиться перед 7-ю книгою De principiis astronomiae («Про початок астрономії») і зображує астрономію: на передньому плані Птолемей з секстантами спостерігав висоту зірок. За ним стоїть персоніфікована астрономія, яка дає йому вказівки за допомогою правого вказівного пальця.

## Різні видання
Численні видання Margarita philosophica розрізняють тих, хто авторизований і не санкціонований (піратство, як це можна було б сказати, яке на той час мало важливе значення). 
Найдавніші видання (за переліком німецьких відбитків XVI століття - Bibliography of Books Printed in the German Speaking Countries of the Sixteenth Century, скорочено VD 16):
- 1503 року, надруковане у Фрайбурзькій друкарні Йохана Шотта за Страсбурга, учня Грегора Райша: 1-ше видання: Freiburg im Breisgau: Йохан Шотт, приблизно festum Margarethae(близько 12 липня) 1503;[3]

Наступні видання в хронологічному порядку:
- Страсбург: Йоганнес Грюнінгер, у vigilia Mathiae, (23 лютого) 1504 року; VD 16 R 1034 (цифрова версія — Регенсбурзька державна бібліотека 4 ° Philos. 2770, у ній лежить f8v-2 Grammatica hebraea від Конрада Пеллікана, але не містить його імені);
- 1504 рік : також надрукована у Фрайбурзі Йоганом Шоттом; відповідно до VD 16, а саме: [Страсбург]: Йохан Шотт, 17 Kal. Apriles (16 березня) 1504.[4] В цьому виданні також вперше присутні ксилографії, вони зображують природні процеси, та зокрема перше друковане зображення міста Фрайбург;
- Базель (Margarita philosophica cum additionibus novis; перевиданий Whitefish, Montana ohne Jahr): Майкл Фуртер і Йохан Шотт, 14 Kal. Martias (16 лютого) 1508 року.[5]
- Страсбург: Йоганнес Грюнінгер, pridie Kal. Aprilis (тобто 31 березня) 1508 року.[6]

Передруковувалися в Базелі в 1517 і 1519 роках Майклом Фуртером. Видання 1517 року Лутц Гельдсецер описує як «авторитетне видання, остання рука».
Після цього з'явилися посмертні видання, розширені Orontius Finaeus, а саме 1523 року в Парижі, а в 1532, 1535 і 1583 рр.— в Базелі (разом з Генріхом Петрі). Примітно, що видання 1535 було першим, яке, всупереч попередньому звичаю, мало неперервну нумерацію сторінок.
На додаток до цих легітимних видань, які друкувалися Йоганом Шоттом і його наступниками, були, наприклад, змінені перевидання, названі «Margarita Philosophica Nova», які Йоганн Грюнінгер видавав у Страсбурзі в 1504, 1508, 1512 і 1515 рр.; Грегор Райш вважав їх несанкціонованими. Справжнє ім'я Йоганна Грюнінгера — Йоханнес Райнхард, але пізніше він назвав себе Грюнінгером, на честь свого місця народження Grüningen, сьогодні це Markgröningen.
У 1549 році в Парижі було опубліковано уривок енциклопедії (by Gulielmus Morelius).
В 1594, 1599 і 1600 рр. у Венеції опубліковано італійські переклади книги (by Jacomo Antonio Somascho).
З 2012 року Отто Шенбергер та його дружина Єва працюють над повним перекладом німецькою мовою четвертого видання книги (1517 року). Робота була видана у 2016 році видавництвом Königshausen & Neumann у Вюрцбурзі.

## Одиничні посилання
1. ↑ Див. Lutz Geldsetzer: «Введення», в: Маргарита Philosophica (див бібліографію), SX
2. Ср. Лутц Гельдсецер: «Вступ», в: Філософська Маргарита (див. Бібліографію), С. IX f.
3. ↑ Карл Prantl: історія логіки на Заході, Том 4, Лейпциг, 1870 р.н. 294f, виноска сімсот сорок четвертим.
4. ↑ Lutz Geldsetzer: «Введення», в: Маргарита Philosophica (див бібліографію), з IX.